# Nana Mori
Nana Mori (森 七菜, Mori Nana), née le 31 août 2001 dans la préfecture d'Osaka (Japon), est une actrice et chanteuse japonaise.

## Biographie
En 2023, avec Natsuki Deguchi, elle est une des deux actrices principales dans la série Netflix Makanai : Dans la cuisine des maiko.

## Filmographie sélective

### Cinéma
- 2017 : Jun, la voix du cœur (心が叫びたがってるんだ。, Kokoro ga Sakebitagatterunda.?) de Naoto Kumazawa
- 2019 : Les Enfants du temps (天気の子, Tenki no ko?) de Makoto Shinkai
- 2019 : Tokyo Ghoul S (東京喰種【S?) de Takuya Kawasaki
- 2019 : Insomniaques (君は放課後インソムニア, Kimi wa Hōkago Insomunia?) de Chihiro Ikeda

### Télévision

#### Séries télévisées
- 2023 : Makanai : Dans la cuisine des maiko (舞妓さんちのまかないさん) de Hirokazu Kore-eda : Kiyo